# Kinloss Barracks

i7
i11
i13
Die Kinloss Barracks sind eine Kaserne der British Army nahe dem Ort Kinloss in der Grafschaft Moray, Schottland. Die Kinloss-Kaserne befindet sich auf dem Gelände des gleichnamigen früheren Militärflugplatzes der Royal Air Force (RAF) und wird von dieser immer noch mitgenutzt. Die Landebahn dient der nahegelegenen Basis RAF Lossiemouth als sogenannter Kinloss Relief Landing Ground.

## Geschichte

### RAF Kinloss
Der Baubeginn des Flugplatzes erfolgte im Frühjahr 1938 und zum 1. April des folgenden Jahres wurde die Royal Air Force Station Kinloss, kurz RAF Kinloss, eröffnet.
Während des Zweiten Weltkrieges war die Station Stützpunkt einer Fortgeschrittenen-Schuleinheit des RAF Bomber Commands, doch auch Kampfeinsätze von Bombern wurden von dort aus gestartet. Hauptnutzer war die No. 19 Operational Training Unit (OTU).
Nach 1945 wurde die 19. OTU aufgelöst und die Basis dem RAF Coastal Command unterstellt. Sie wurde Heimat der No. 6 Coastal Operational Training Unit, womit Kinloss langjährige Verbindung mit Seefernaufklärern begann. Anfangs wurden hierzu umgebaute Avro-Lancaster-Bomber verwendet. Aus der 6. OTU ging im Juli 1947 die No. 236 Operational Conversion Unit RAF hervor, die hier bis September 1956 stationiert war und an deren Stelle bis 1965 die Maritime Operational Training Unit (MOTU) trat. Anstelle der Lancaster trat 1951 zunächst die Shackleton MR.1, die später auch in den Versionen MR.1A und T.4 betrieben wurde.
Daneben war Kinloss ab 1951 auch Basis von Einsatzstaffeln, die erste war die anfangs mit Neptune MR.1 ausgerüstete 217. Squadron, die dann im Sommer 1957 jedoch aufgelöst wurde. Im April 1959 traf die 120. Squadron mit ihren Shackleton MR.3 ein, 1965 gefolgt von der 201. und 206. Squadron. Die Shackletons flogen als Seefernaufklärer bis Februar 1971 und 1972/1973 war hier mit der 8. Squadron noch eine Staffel mit Exemplaren in der Frühwarnversion AEW.2 stationiert.
Die über 40 Jahre dauernde Verbindung der Basis mit den Nimrods, anfangs der Baureihe MR.1 begann 1971. Die Umrüstung der drei Staffeln auf die Nimrod MR.2 erfolgte zwischen 1980 und 1983. Die Flugzeuge wurden nach Ende des Kalten Kriegs auch außerhalb ihres klassischen Einsatzspektrums im NATO-Nordflankenbereich eingesetzt. Neben den Nimrods wurde die Station 1997 Standort das Aeronautical Rescue Coordination Centre (ARCC).
Die 206. Staffel wurde im Rahmen einer Flottenverkleinerung im April 2005 aufgelöst und im September des Folgejahres kamen beim Absturz einer Nimrod der 120. Staffel in Afghanistan alle 12 Besatzungsangehörigen ums Leben.
Aufgrund des 2010 entschiedenen Stopps des Nachfolgeprogramms Nimrod MRA.4 hatte die RAF keine Verwendung mehr für Kinloss. Mit der Außerdienststellung der Nimrod-Patrouillenflugzeuge 2010 und der förmlichen Außerdienststellung der drei Staffeln am 26. Mai 2011 wurde der Regel-Flugbetrieb in Kinloss nach 72 Jahren zum 31. Juli 2011 eingestellt. RAF Kinloss bestand bis zum 26. Juli 2012.

### Kinloss Barracks
Die Einrichtung wurde am 26. Juli 2012 von der British Army übernommen, wobei hier noch stationierte RAF-Einheiten, anfangs neben dem ARCC noch eine Segelflugstaffel, zunächst noch weiterhin stationiert blieben.
Das ARCC wurde im Frühjahr 2016 ins südenglische Fareham verlagert.
Als erster Armeeverband wurde im Sommer 2012 das bereits im Vereinigten Königreich liegende 39 Engineer Regiment (Air Support) der Royal Engineers in die heutigen Kinloss Barracks verlegt. Dessen Aufgabe ist die Instandhaltung der Flugplätze aller Teilstreitkräfte.
Eine Hochfrequenz-Empfangsanlage des Defence High Frequency Communications Service (DHFCS) befindet sich ebenfalls auf der Liegenschaft.
Im Jahr 2020 operierten die Nachfolger der hier früher hier stationierten Nimrods, die Poseidons, nach ihrer Indienststellung zunächst übergangsweise bis Mitte Oktober des Jahres von Kinloss aus. Auch Typhoons aus "Lossie" nutzen 2019/20 die Piste während der Instandsetzung der Bahnen auf ihrem Heimatplatz.